# Aphyllon
Aphyllon es un género con 30 especies de plantas de flores perteneciente a la familia Scrophulariaceae. 

## Especies seleccionadas
- Aphyllon arenosum
- Aphyllon californicum
- Aphyllon chilense
- Aphyllon chilensis
- Aphyllon comosum

- Datos: Q8202489